# Sint-Bavokerk (Amougies)

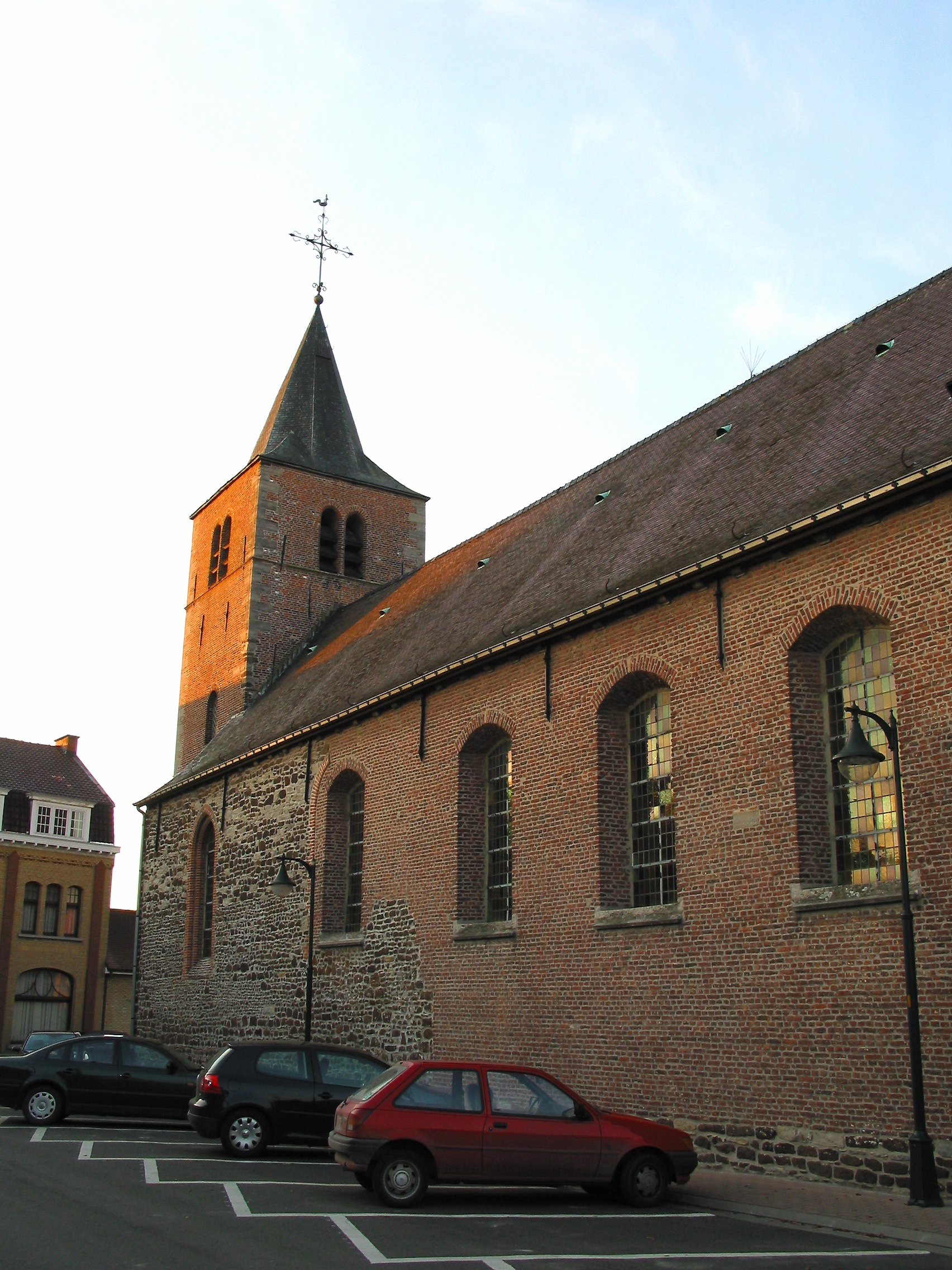
Sint-Bavokerk

De Sint-Bavokerk (Église Saint-Bavon) is de parochiekerk van de tot de Henegouwse gemeente Mont-de-l'Enclus behorende plaats Amougies, gelegen aan het Place d'Amougies.
Vanaf de 12e eeuw stond hier een romaanse kerk waarvan de toren in de loop van de 16e eeuw in gotische stijl verhoogd werd. In 1771 werd het schip naar het oosten uitgebreid en voorzien van een nieuw koor, in classicistische stijl.
Het benedenste deel van de toren is in ruwe brokken natuursteen uitgevoerd, en het daarin aanwezige portaal is in classicistische stijl. Boven het natuurstenen deel van de toren werd een bakstenen verhoging aangebracht. Ook het westelijke deel van het schip is romaans.
Het kerkinterieur heeft stucwerk in Lodewijk XV-stijl. Er zijn fragmenten van een 16e-eeuwse grafzerk die de wapens draagt van Montmorency en van Beauffort.